# Lauren Hewitt
Lauren Katherine Hewitt (* 25. November 1978 in Warracknabeal, Victoria) ist eine ehemalige australische Sprinterin.
1996 gewann sie bei den Juniorenweltmeisterschaften in Sydney Silber über 200 Meter und kam bei den Olympischen Spielen in Atlanta in der 4-mal-100-Meter-Staffel auf den siebten Platz.
Bei den Weltmeisterschaften 1997 in Athen schied sie über 100 und 200 Meter im Viertelfinale aus. 1998 gewann sie bei den Commonwealth Games in Kuala Lumpur Bronze über 200 Meter, wurde Vierte über 100 Meter und siegte mit der australischen 4-mal-100-Meter-Stafette. Im Jahr darauf wurde sie bei den Weltmeisterschaften 1999 in Sevilla Siebte über 200 Meter und erreichte über 100 Meter das Halbfinale.
Bei den Olympischen Spielen in Sydney gelangte sie über 200 Meter ins Halbfinale und über 100 Meter ins Viertelfinale. Mit der 4-mal-100-Meter-Stafette schied sie im Vorlauf aus. 2001 erreichte sie bei den Weltmeisterschaften in Edmonton über 200 Meter das Halbfinale. Bei den Commonwealth Games 2002 in Manchester holte sie Bronze über 200 Meter und Gold in der 4-mal-400-Meter-Staffel.
Bei den Weltmeisterschaften 2003 in Paris/Saint-Denis schied sie über 200 Meter im Halbfinale aus, bei den Olympischen Spielen 2004 in Athen im Viertelfinale und bei den Weltmeisterschaften 2005 in Helsinki im Vorlauf. 2006 gewann sie bei den Commonwealth Games in Melbourne mit der australischen 4-mal-100-Meter-Stafette Bronze.
Dreimal wurde sie Australische Meisterin über 100 Meter (1999, 2001, 2002) und fünfmal über 200 Meter (1999, 2001, 2002, 2004, 2005).

## Bestzeiten
- 100 m: 11,28 s, 21. August 1999, Sevilla
- 200 m: 22,52 s, 15. Januar 2000, Canberra
  - Halle: 23,74 s, 7. März 1997, Paris
- 400 m: 53,88 s, 8. Februar 2003, Perth